# R3hab
Фадиль Эль Гуль (нидерл. Fadil El Ghoul; род. 4 апреля 1986 года, Хертогенбос, Нидерланды), более известный под псевдонимом R3HAB — нидерландский диджей и музыкальный продюсер марокканского происхождения. В 2017 году занял 18 место в списке лучших диджеев мира по версии DJ Magazine.

## Музыкальная карьера
R3HAB начал свою карьеру в конце 2007 года, когда выпустил трек «Mrkrstft» вместе с диджеем Hardwell. Одними из наиболее известных релизов на сегодняшний день являются «Pump The Party» совместно с диджеем Ferruccio Salvo, а также «The Bottle Song» и «Prutata» созданные с диджеем Afrojack.
R3HAB участвовал в самых масштабных музыкальных фестивалях мира, таких как Ultra Music Festival и Tomorrowland, в качестве одного из основных исполнителей на главной сцене.
В 2012 году запустил своё собственное еженедельное радиошоу на радио SiriusXM под названием I NEED R3HAB.

## Дискография
Студийные альбомы
- Trouble (2017)
- The Wave  (2018)

## DJ magazine Top 100 DJs
| Year | Position | Notes     | Ref.  |
| ---- | -------- | --------- | ----- |
| 2012 | 73       | New Entry | [ 8 ] |
| 2013 | 58       | Up 15     | [ 8 ] |
| 2014 | 23       | Up 35     | [ 8 ] |
| 2015 | 21       | Up 2      | [ 8 ] |
| 2016 | 21       | No Change | [ 8 ] |
| 2017 | 18       | Up 3      | [ 8 ] |
| 2018 | 12       | Up 6      | [ 8 ] |
| 2019 | 14       | Down 2    | [ 8 ] |
| 2020 | 13       | Up 1      | [ 8 ] |
| 2021 | 12       | Up 1      | [ 8 ] |
| 2022 | 13       | Down 1    | [ 8 ] |
| 2023 | 14       | Down 1    | [ 8 ] |
| 2024 | 18       | Down 4    | [ 8 ] |